# W.F.O.
W.F.O. (Wide Fucking Open) — седьмой студийный альбом американской трэш-метал группы Overkill, выпущенный 15 июля 1994 года на лейбле Atlantic Records.
Альбом содержит «скрытые треки».  Инструментальная песня «RIP (Undone)» посвящена Крису Оливе, соучредителю группы Savatage, который умер за девять месяцев до выхода альбома.
W.F.O. — последний альбом Overkill, выпущенный на лейбле Atlantic Records, на котором группа выпустила свои предыдущие пять альбомов. После выпуска этого альбома гитаристы Роб Каннавино и Мерритт Гант покинули группу. В 2005 году альбом W.F.O. был переиздан на лейбле Wounded Bird Records.
Альбом представляет собой некоторое возвращение к классическому трэш-металу, в отличие от предыдущего альбома группы, I Hear Black.

## Об альбоме
W.F.O. был первым альбомом, который Overkill выпустили сами. О создании альбома фронтмен Бобби Эллсворт рассказал Gavin Report:
Мы сделали это сами. Мы использовали Терри Дейта еще в 1991 году, но сейчас он почти недоступен. Между успехом альбома Horrorscope и альбомов Pantera и Soundgarden он исчез из поля зрения. Мы знаем нашу область, и мы просто пытаемся расширить ее. Мы никогда не были «хитом на день». Я думаю, что наше долголетие связано с тем, что мы на самом деле не последователи. Мы наслаждаемся нашим областью и исследуем её. Многие люди могут сказать, что не очень-то артистично сказать, что вы не можете расширяться, но мы просто знаем, где мы наиболее сильны. Мы только увеличивали интенсивность с каждой записью по сравнению с изучением того, что люди называют альтернативой, гранжем или индастриалом. Песни рождаются в репетиционной комнате, где все говорят: «Мы там». Мы наносим несколько последних штрихов и затем записываем это. На этот раз мы делали все это от начала до конца, и было важно, чтобы у нас было видение до самого конца. У нас была возможность взять продюсера, но я совместно продюсировал семь записей с Д. Д., Роб великолепен за бортом, а у Мерритта отличный слух. Мы просто решили пойти и сделать так, чтобы никто не вмешивался в наше видение.

## Реакция
Джейсон Андерсон из AllMusic положительно оценил альбом, наградив его четырьмя звездами из пяти и заявив, что «W.F.O., вероятно, представляет официальное начало коммерческого обморока 90-х для трэш-металлической группы». Затем Андерсон добавил: «Ко времени выхода этого релиза в 1994 году популярность группы могла немного снизиться из-за тенденций рок-моды, сильно отклоняющихся от трэша или чего-то, что напоминало слушателям о 80-х. Это не значит, что W.F.O. не является хорошей записью. Это, вероятно, один из лучших и последних трэш-джаггернаутов».
Альбом занял девятое место в чарте «Billboard Heatseekers» 1994 года. Но, в отличие от четырёх предыдущих альбомов группы, альбом W.F.O. не попал в чарт Billboard 200.

## Список композиций
- Все песни написаны Бобби «Блиц» Эллсвортом и Д. Д. Верни.[16]

| №                   | Название                    | Длительность |
| ------------------- | --------------------------- | ------------ |
| 1.                  | «Where It Hurts»            | 5:33         |
| 2.                  | «Fast Junkie»               | 4:21         |
| 3.                  | «The Wait/New High in Lows» | 5:46         |
| 4.                  | «They Eat Their Young»      | 4:57         |
| 5.                  | «What's Your Problem»       | 5:10         |
| 6.                  | «Under One»                 | 4:14         |
| 7.                  | «Supersonic Hate»           | 4:17         |
| 8.                  | «R.I.P. (Undone)»           | 1:43         |
| 9.                  | «Up to Zero»                | 4:07         |
| 10.                 | «Bastard Nation»            | 5:38         |
| 11.                 | «Gasoline Dream»            | 6:49         |
| Общая длительность: | Общая длительность:         | 57:38        |

### Скрытые композиции
- Tracks 12 — 95 (тишина: 0:03-0:04)
- 96 (blank) — 2:56
- 97 (blank) — 9:00
- 98 «Heaven and Hell» (песня Black Sabbath), «The Ripper» (песня Judas Priest) и «Voodoo Child (Slight Return)» (песня The Jimi Hendrix Experience) (начинается в 10:00) — 4:55
- 99 (blank) — 0:04

## Участники записи
- Бобби «Блиц» Эллсворт — вокал
- Меритт Гант — гитара
- Роб Каннавино — гитара
- Д. Д. Верни — бас-гитара
- Тим Маллар — ударные
- Даг Кук — клавишные
- Том Бендер и Даг Кук — звукоинженеры
- Хью Вейнберг — мастеринг в Masterdisk[англ.], Нью-Йорк, США

## Чарты
| Чарт (1994)               | Позиция |
| ------------------------- | ------- |
| Billboard Top Heatseekers | 9       |